# Elezioni comunali in Liguria del 2017
Le elezioni comunali in Liguria del 2017 si tennero l'11 giugno (con ballottaggio il 25 giugno).

## Città metropolitana di Genova

### Genova
| Candidati                     | Candidati              | II turno             | II turno          | I turno | I turno | Liste                            | Voti    | %     | Seggi |
| Candidati                     | Candidati              | Voti                 | %                 | Voti    | %       | Liste                            | Voti    | %     | Seggi |
| ----------------------------- | ---------------------- | -------------------- | ----------------- | ------- | ------- | -------------------------------- | ------- | ----- | ----- |
|                               | Marco Bucci ✔️ Sindaco | 112 398              | 55,24             | 88 781  | 38,80   | Lega Nord                        | 28 194  | 12,96 | 9     |
| Vince Genova                  | Marco Bucci ✔️ Sindaco | 112 398              | 55,24             | 88 781  | 38,80   | 21 243                           | 9,76    | 6     |       |
| Forza Italia                  | Marco Bucci ✔️ Sindaco | 112 398              | 55,24             | 88 781  | 38,80   | 17 582                           | 8,08    | 5     |       |
| Fratelli d'Italia             | Marco Bucci ✔️ Sindaco | 112 398              | 55,24             | 88 781  | 38,80   | 11 490                           | 5,28    | 3     |       |
| Lista Musso - DI              | Marco Bucci ✔️ Sindaco | 112 398              | 55,24             | 88 781  | 38,80   | 4 638                            | 2,13    | 1     |       |
|                               | Gianni Crivello        | 91 057               | 44,76             | 76 407  | 33,40   | Partito Democratico              | 43 156  | 19,84 | 6     |
| Lista Crivello Sindaco        | Gianni Crivello        | 91 057               | 44,76             | 76 407  | 33,40   | 20 601                           | 9,47    | 3     |       |
| A Sinistra                    | Gianni Crivello        | 91 057               | 44,76             | 76 407  | 33,40   | 6 598                            | 3,03    | –     |       |
| Genova Cambia                 | Gianni Crivello        | 91 057               | 44,76             | 76 407  | 33,40   | 2 916                            | 1,34    | –     |       |
| Seggio di coalizione          | Seggio di coalizione   | Seggio di coalizione | 44,76             | 76 407  | 33,40   | 1                                |         |       |       |
|                               | Luca Pirondini         | Luca Pirondini       | Luca Pirondini    | 41 347  | 18,07   | Movimento 5 Stelle               | 39 971  | 18,37 | 4     |
| Seggio di coalizione          | Seggio di coalizione   | Seggio di coalizione | Luca Pirondini    | 41 347  | 18,07   | 1                                |         |       |       |
|                               | Paolo Putti            | Paolo Putti          | Paolo Putti       | 11 153  | 4,87    | Chiamami Genova (SI - PRC)       | 10 633  | 4,89  | –     |
| Seggio di coalizione          | Seggio di coalizione   | Seggio di coalizione | Paolo Putti       | 11 153  | 4,87    | 1                                |         |       |       |
|                               | Arcangelo Merella      | Arcangelo Merella    | Arcangelo Merella | 4 258   | 1,86    | Siamo Genova (A)                 | 4 017   | 1,85  | –     |
|                               | Marika Cassimatis      | Marika Cassimatis    | Marika Cassimatis | 2 484   | 1,09    | Marika Cassimatis Sindaco        | 2 309   | 1,06  | –     |
|                               | Cinzia Ronzitti        | Cinzia Ronzitti      | Cinzia Ronzitti   | 2 018   | 0,88    | Partito Comunista dei Lavoratori | 1 987   | 0,91  | –     |
|                               | Marco Mori             | Marco Mori           | Marco Mori        | 1 442   | 0,63    | Riscossa Italia                  | 1 315   | 0,60  | –     |
|                               | Stefano Arrighi        | Stefano Arrighi      | Stefano Arrighi   | 906     | 0,40    | Il Popolo della Famiglia         | 912     | 0,42  | –     |
| Totale                        | Totale                 | 203 455              | 100               | 228 796 | 100     |                                  | 217 562 | 100   | 40    |
|                               |                        |                      |                   |         |         |                                  |         |       |       |
| Fonte: Ministero dell'interno |                        |                      |                   |         |         |                                  |         |       |       |

### Chiavari
| Candidati                     | Candidati                 | II turno             | II turno          | I turno | I turno | Liste                  | Voti   | %     | Seggi |
| Candidati                     | Candidati                 | Voti                 | %                 | Voti    | %       | Liste                  | Voti   | %     | Seggi |
| ----------------------------- | ------------------------- | -------------------- | ----------------- | ------- | ------- | ---------------------- | ------ | ----- | ----- |
|                               | Marco Di Capua ✔️ Sindaco | 6 301                | 53,42             | 4 272   | 31,97   | Marco Di Capua Sindaco | 1 931  | 16,13 | 5     |
| Avanti Chiavari               | Marco Di Capua ✔️ Sindaco | 6 301                | 53,42             | 4 272   | 31,97   | 1 308                  | 10,92  | 3     |       |
| Maestrale                     | Marco Di Capua ✔️ Sindaco | 6 301                | 53,42             | 4 272   | 31,97   | 382                    | 3,19   | 1     |       |
|                               | Roberto Levaggi           | 5 495                | 46,58             | 5 119   | 38,31   | Noi di Chiavari        | 2 369  | 19,79 | 2     |
| Chiavari Sempre al Centro     | Roberto Levaggi           | 5 495                | 46,58             | 5 119   | 38,31   | 1 337                  | 11,17  | 1     |       |
| Lega Nord                     | Roberto Levaggi           | 5 495                | 46,58             | 5 119   | 38,31   | 653                    | 5,45   | –     |       |
| Forza Italia                  | Roberto Levaggi           | 5 495                | 46,58             | 5 119   | 38,31   | 578                    | 4,83   | –     |       |
| Seggio di coalizione          | Seggio di coalizione      | Seggio di coalizione | 46,58             | 5 119   | 38,31   | 1                      |        |       |       |
|                               | Pasquale Cama             | Pasquale Cama        | Pasquale Cama     | 1 994   | 14,92   | Partito Democratico    | 898    | 7,50  | –     |
| La Città di Tutti             | Pasquale Cama             | Pasquale Cama        | Pasquale Cama     | 1 994   | 14,92   | 767                    | 6,41   | –     |       |
| Seggio di coalizione          | Seggio di coalizione      | Seggio di coalizione | Pasquale Cama     | 1 994   | 14,92   | 1                      |        |       |       |
|                               | Giorgio Canepa            | Giorgio Canepa       | Giorgio Canepa    | 1 411   | 10,56   | Partecip@ttiva         | 843    | 7,04  | –     |
| Sinistra in Comune (SI - Pos) | Giorgio Canepa            | Giorgio Canepa       | Giorgio Canepa    | 1 411   | 10,56   | 427                    | 3,57   | –     |       |
| Seggio di coalizione          | Seggio di coalizione      | Seggio di coalizione | Giorgio Canepa    | 1 411   | 10,56   | 1                      |        |       |       |
|                               | Giovanni Giardini         | Giovanni Giardini    | Giovanni Giardini | 565     | 4,23    | Cambia con Me! (A)     | 460    | 3,84  | –     |
| Seggio di coalizione          | Seggio di coalizione      | Seggio di coalizione | Giovanni Giardini | 565     | 4,23    | 1                      |        |       |       |
| Totale                        | Totale                    | 11 796               | 100               | 13 361  | 100     |                        | 11 973 | 100   | 16    |
|                               |                           |                      |                   |         |         |                        |        |       |       |
| Fonte: Ministero dell'interno |                           |                      |                   |         |         |                        |        |       |       |

## Provincia della Spezia

### La Spezia
| Candidati                      | Candidati                       | II turno                  | II turno                  | I turno | I turno | Liste                         | Voti   | %     | Seggi |
| Candidati                      | Candidati                       | Voti                      | %                         | Voti    | %       | Liste                         | Voti   | %     | Seggi |
| ------------------------------ | ------------------------------- | ------------------------- | ------------------------- | ------- | ------- | ----------------------------- | ------ | ----- | ----- |
|                                | Pierluigi Peracchini ✔️ Sindaco | 20 636                    | 59,98                     | 13 187  | 32,62   | Toti per Peraccini (FI - FdI) | 5 286  | 13,90 | 8     |
| Lega Nord                      | Pierluigi Peracchini ✔️ Sindaco | 20 636                    | 59,98                     | 13 187  | 32,62   | 3 529                         | 9,28   | 5     |       |
| La Spezia Popolare             | Pierluigi Peracchini ✔️ Sindaco | 20 636                    | 59,98                     | 13 187  | 32,62   | 2 142                         | 5,63   | 3     |       |
| Spezia Vince                   | Pierluigi Peracchini ✔️ Sindaco | 20 636                    | 59,98                     | 13 187  | 32,62   | 1 613                         | 4,24   | 2     |       |
| Lista Bianchi                  | Pierluigi Peracchini ✔️ Sindaco | 20 636                    | 59,98                     | 13 187  | 32,62   | 339                           | 0,89   | –     |       |
|                                | Paolo Manfredini                | 13 771                    | 40,02                     | 10 137  | 25,07   | Partito Democratico           | 5 819  | 15,30 | 4     |
| Manfredini Sindaco             | Paolo Manfredini                | 13 771                    | 40,02                     | 10 137  | 25,07   | 2 093                         | 5,50   | 1     |       |
| Giacobini Laici Socialisti     | Paolo Manfredini                | 13 771                    | 40,02                     | 10 137  | 25,07   | 966                           | 2,54   | –     |       |
| Noi Cittadini per La Spezia    | Paolo Manfredini                | 13 771                    | 40,02                     | 10 137  | 25,07   | 717                           | 1,89   | –     |       |
| A Sinistra!                    | Paolo Manfredini                | 13 771                    | 40,02                     | 10 137  | 25,07   | 300                           | 0,79   | –     |       |
| Italia dei Valori              | Paolo Manfredini                | 13 771                    | 40,02                     | 10 137  | 25,07   | 99                            | 0,26   | –     |       |
| Seggio di coalizione           | Seggio di coalizione            | Seggio di coalizione      | 40,02                     | 10 137  | 25,07   | 1                             |        |       |       |
|                                | Giovanni Lorenzo Forcieri       | Giovanni Lorenzo Forcieri | Giovanni Lorenzo Forcieri | 3 716   | 9,19    | Al Lavoro per Spezia          | 1 723  | 4,53  | –     |
| Avanti per Spezia              | Giovanni Lorenzo Forcieri       | Giovanni Lorenzo Forcieri | Giovanni Lorenzo Forcieri | 3 716   | 9,19    | 1 126                         | 2,96   | –     |       |
| Seggio di coalizione           | Seggio di coalizione            | Seggio di coalizione      | Giovanni Lorenzo Forcieri | 3 716   | 9,19    | 1                             |        |       |       |
|                                | Donatella Del Turco             | Donatella Del Turco       | Donatella Del Turco       | 3 562   | 8,81    | Movimento 5 Stelle            | 3 305  | 8,69  | 1     |
| Seggio di coalizione           | Seggio di coalizione            | Seggio di coalizione      | Donatella Del Turco       | 3 562   | 8,81    | 1                             |        |       |       |
|                                | Guido Melley                    | Guido Melley              | Guido Melley              | 3 190   | 7,89    | C'è Spezia per Melley         | 1 666  | 4,38  | 1     |
| Noi Sinistra per Melley        | Guido Melley                    | Guido Melley              | Guido Melley              | 3 190   | 7,89    | 835                           | 2,20   | –     |       |
| Noi Giovani per Melley         | Guido Melley                    | Guido Melley              | Guido Melley              | 3 190   | 7,89    | 509                           | 1,34   | –     |       |
| Seggio di coalizione           | Seggio di coalizione            | Seggio di coalizione      | Guido Melley              | 3 190   | 7,89    | 1                             |        |       |       |
|                                | Giulio Guerri                   | Giulio Guerri             | Giulio Guerri             | 2 530   | 6,26    | Per la Nostra Città (A)       | 1 842  | 4,84  | 1     |
| Rinascimento per La Spezia (B) | Giulio Guerri                   | Giulio Guerri             | Giulio Guerri             | 2 530   | 6,26    | 372                           | 0,98   | –     |       |
| Seggio di coalizione           | Seggio di coalizione            | Seggio di coalizione      | Giulio Guerri             | 2 530   | 6,26    | 1                             |        |       |       |
|                                | Massimo Lombardi                | Massimo Lombardi          | Massimo Lombardi          | 1 891   | 4,68    | Spezia Bene Comune            | 1 782  | 4,69  | –     |
| Seggio di coalizione           | Seggio di coalizione            | Seggio di coalizione      | Massimo Lombardi          | 1 891   | 4,68    | 1                             |        |       |       |
|                                | Cristiano Ruggia                | Cristiano Ruggia          | Cristiano Ruggia          | 1 147   | 2,84    | Progressisti per Ruggia       | 539    | 1,42  | –     |
| Partito Comunista Italiano     | Cristiano Ruggia                | Cristiano Ruggia          | Cristiano Ruggia          | 1 147   | 2,84    | 435                           | 1,14   | –     |       |
|                                | Cesare Bruzzi                   | Cesare Bruzzi             | Cesare Bruzzi             | 492     | 1,22    | CasaPound                     | 440    | 1,16  | –     |
|                                | Agostino Cucciniello            | Agostino Cucciniello      | Agostino Cucciniello      | 253     | 0,63    | La Spezia si Cura             | 240    | 0,63  | –     |
|                                | Gaetano Russo                   | Gaetano Russo             | Gaetano Russo             | 192     | 0,47    | Città Nuova                   | 182    | 0,48  | –     |
|                                | Maria di Filippo                | Maria di Filippo          | Maria di Filippo          | 135     | 0,33    | Forza Nuova                   | 126    | 0,33  | –     |
| Totale                         | Totale                          | 34 407                    | 100                       | 40 432  | 100     |                               | 38 025 | 100   | 32    |
|                                |                                 |                           |                           |         |         |                               |        |       |       |
| Fonte: Ministero dell'interno  |                                 |                           |                           |         |         |                               |        |       |       |